# Мінерали реакційні
Мінерали реакційні (рос. минералы реакционные, англ. reactional minerals; нім. Reaktionsminerale n pl) – мінерали, які виникають, головним чином, внаслідок взаємодії рідкої магми або постмагматичних розчинів з раніше утвореними мінералами. Характерною їх особливістю є те, що вони складаються як з успадкованих хімічних елементів, так і з привнесених ззовні. Звичайно ці мінерали утворюють так звані реакційні облямівки.